# 鄭温 (元)
鄭 温（てい おん、1211年 - 1291年）は、モンゴル帝国に仕えた漢人の一人。真定府霊寿県の出身。

## 概要
鄭温は当初女真人の粘合南合の指揮するモンゴル軍に加わった人物であり、遠征での功績によりミンガン（千戸）に任じられた。その後、漢人世侯の史天沢の下に配属されて新軍万戸鎮撫に任じられている。モンケ・カアンによる四川親征が行われた際には、4月になっても鎧を脱がず戦功を積んだことを称えられ、「イェケ・バアトル（也可抜都）」の称号を授けられたという。その後閬州に至ると分遣隊を率いて釣魚山を警邏した。
1260年（中統元年）には金虎符を与えられて総管とされ、1262年（中統3年）に李璮が叛乱を起こすと叛乱鎮圧軍に加わった。叛乱鎮圧軍は済南城に拠る李璮を包囲したが、ある時李璮配下の楊バアトル（楊抜都）らが夜襲をしかけてきたため、鄭温が夜明けまで至るほどの激戦の末これを撃退した。軍を率いる史天沢・哈必赤らは鄭温の功績を厚く賞したという。同年7月に済南城が陥落すると鄭温は兵3000を率いて李璮の根拠地であった益都への駐屯を命じられ、侍衛親軍総管の地位を与えられた。
1269年（至元6年）には懐遠大将軍・右衛副都指揮使の地位を授けられ、1272年（至元9年）にはモンゴル人・漢人・女真人・高麗人の混成兵を率いて躭羅（済州島）の征服を命じられた。1275年（至元12年）には右衛親軍都指揮使に昇格となり、バヤンを総司令とする南宋への侵攻に加わった。岳州・江陵・沙市・潭州の攻略に功績を挙げ、軍司令官の一人であるエリク・カヤに銀10錠を与えられている。1277年（至元14年）には帰還して入朝し、昭勇大将軍・枢密院判官の地位を授けられた。
1281年（至元18年）には輔国上将軍・江淮行省参知政事の地位に移り、杭州で飢饉が起こった時には米20万石を出すことで民を救った。1286年（至元23年）には江浙左丞とされ、安雲山で屯田を行ったが、1291年（至元28年）に81歳にして亡くなった。
息子には利用監丞となった鄭欽、榷茶都運使となった鄭釭、右衛親軍千戸となった鄭銓、袁州路判官となった鄭鏞らがいた。